# 郡司正勝
郡司 正勝（ぐんじ まさかつ、1913年7月7日 - 1998年4月15日）は、日本の歌舞伎研究家・演劇評論家・国文学者。早稲田大学名誉教授。

## 経歴
1913年、北海道札幌市生まれ。北海道庁立第二中学（現北海道札幌西高等学校）を経て、1939年早稲田大学文学部国文科を卒業。大学では河竹繁俊に師事した。卒業後は、早稲田大学演劇博物館学芸員となり、同大学講師などを経て、1960年から84年まで教授を務めた。

## 研究内容・業績
- 1954年に発表した『かぶき・様式と伝承』（1955年度芸術選奨文部大臣賞受賞）は、歌舞伎研究に民俗学の成果を導入し、芸態の持つ精神構造に光を当てた点で画期的な著作であった。
- 歌舞伎に関して『かぶきの美学』、『かぶきの発想』、『おどりの美学』などを著す傍ら、劇評の分野でも活躍した。現代演劇・舞踏にも造詣が深く、その方面での発言も多い。
- 1963年の四世鶴屋南北『桜姫東文章』の復活上演以来、旧作の校訂演出にも力を注いだ。

その著作は、『郡司正勝柵定集』（全6巻)にまとめられている。故郷である札幌大学に、郡司の蔵書を納めた「郡司文庫」が設けられている。

## 著作

### 単著
- 『歌舞伎入門』（現代教養文庫）社会思想研究会出版部、1954年
- 『かぶき・様式と伝承』寧楽書房、1954年／ちくま学芸文庫（改訂版）、2005年
- 『歌舞伎と吉原』淡路書房、1956年
- 『おどりの美学』演劇出版社、1957年、改訂版2000年
- 『歌舞伎』（岩波講座 日本文学史 第八巻 近世）岩波書店、1958年
- 『郷土芸能』東京創元社、1958年
- 『かぶきの発想』弘文堂、1959年
- 『かぶきの美』（現代教養文庫）社会思想研究会出版部、1960年
- 『かぶきの美学』演劇出版社、1963年
- 『舞踏正派若柳流史』正派若柳会、1966年
- 『歌舞伎』集英社、1966年
- 『かぶき袋』青蛙房、1970年
- 『地芝居と民俗』 岩崎美術社、1971年
- 『地底の骨 ヨーロッパの旅』アルドオ、1973年
- 『古典芸能 鉛と水銀』 西沢書店、1975年
- 『荷風別れ　近代文学逍遙1』コーベブックス〈南柯叢書〉、1976年
- 『かぶき論叢』思文閣出版、1979年
- 『かぶき夢幻』西沢書店、1983年
- 『童子考』白水社、1984年、新版2010年
- 『風流の図象誌』三省堂、1987年
- 『句集 ひとつ水』三月書房、1990年
- 『鶴屋南北－かぶきが生んだ無教養の表現主義』 中公新書、1994年／講談社学術文庫、2016年
- 『郡司正勝劇評集』演劇出版社、1995年
- 『和数考』白水社、1997年／白水uブックス、2001年
- 『歩く』シアターX（出版）、港の人（頒布）、1998年。増補改訂版2016年
- 『舞踊名言集成』演劇出版社、1999年、新版2004年
- 『芸能の足跡 郡司正勝遺稿集』柏書房、2001年
- 『かぶき発生史論集』岩波現代文庫（鳥越文蔵編）、2002年
- 『かぶき入門』岩波現代文庫、2006年
- 『歌舞伎十八番の内　勧進帳』岩波文庫、2021年

著作集
- 『郡司正勝柵定集』（全6巻）白水社、1990 - 1992年
  - 『1　かぶき門』
  - 『2　傾奇の形』
  - 『3　幻容の道』
  - 『4　変身の唱』
  - 『5　戯世の文』
  - 『6　風流の象・総索引』

### 共編著・監修・校注
- 『歌舞伎十八番集 日本古典文学大系98』（校注）岩波書店、1965年
- 『元禄文芸復興 日本の文学4』（暉峻康隆と共著）、至文堂、1966年
- 『江戸市民文化の開花　日本の文学5』（暉峻康隆と共著）、至文堂、1967年
- 『手前味噌 - 三代目中村仲蔵自伝』（青蛙選書29）（校注）青蛙房、1969年・新装版2009年
- 『歌舞伎 伝統と現代4』（共著）学藝書林、1969年
- 『鶴屋南北全集』（全12巻、共編・校注）三一書房、1971-79年
- 『近世芸道論　日本思想大系61』（西山松之助・渡辺一郎と共編・校注）岩波書店、1972年
- 『義太夫 邦楽大系5』（編）筑摩書房、1971年
- 『郷土芸能 邦楽大系12』（編）筑摩書房、1971年
- 『日本舞踊辞典』（編） 東京堂出版、1977年
- 『三大歌舞伎』（監修）毎日新聞社、1979年
- 『かぶきの花と心』（山口昌男対談）朝日新聞社、1980年
- 『東海道四谷怪談　新潮日本古典集成』（校注）新潮社、1981年
- 『日本舞踊名曲事典』（柴崎四郎と共編）小学館、1983年
- 『江戸学事典』（共編）弘文堂、1984年
- 『歌舞伎舞踊名作撰』（監修）毎日新聞社、1986年
- 『舞踊名作事典』（編）演劇出版社、1987年
- 『歌舞伎名優時代』（編） 二玄社、1988年
- 『小寺玉晁 見世物雑志』（関山和夫と共編）三一書房、1991年

## 舞台作品
- 『青森のキリスト』
- 『歩く』
- 『ドリアン・グレイ最後の肖像』（遺作、大野慶人に捧げられた舞踏作品）